# 狭头风毛菊
狭头风毛菊（学名：Saussurea dielsiana）为菊科风毛菊属的植物，为中国的特有植物。分布于中国大陆的山西、陕西、四川等地，生长于海拔800米至1,600米的地区，多生长在山坡草地，目前尚未由人工引种栽培。